# 拉斯穆斯·傑姆克
拉斯穆斯·傑姆克（丹麥語：Rasmus Gemke，1997年1月11日—），丹麥男子羽毛球運動員。

## 簡歷
2015年3月，拉斯穆斯·傑姆克代表丹麦参加波蘭盧賓举办的歐洲青年羽毛球錦標賽，助丹麦队赢得混团季军。
2016年12月，拉斯穆斯·傑姆克出战意大利羽毛球國際賽，在男单準决赛以0比2（14-21、7-21）不敌东道主的因德拉·巴古斯·艾德·钱德拉。
2017年1月，拉斯穆斯·傑姆克出战瑞典羽毛球國際賽，在男单準决赛以1比2（15-21、21-12、14-21）不敌印尼名将的Wibowo Setyaldi Putra。同年4月，他出戰芬蘭羽毛球公開賽，在男单決賽以2比0（21-17、21-18）擊敗了來自日本的五十嵐優並奪得個人羽球生涯中首個國際賽冠軍。同年9月，他出战捷克羽毛球公開賽，在男单準决赛以0比2（19-21、14-21）不敌法国名将的托马斯·鲁克塞尔。同年10月，他出战碧特博格羽毛球黃金大獎賽，在男单决赛以2比0（21-18、21-10）击败了赛会4号种子、中華台北名将的許仁豪，这也是他首个国际黃金大獎賽男单冠军。同年11月，他出战蘇格蘭羽毛球大獎賽，在男单準决赛以1比2（21-14、14-21、17-21）不敌赛会13号种子、英格兰名将的托比·潘迪。
2018年3月，拉斯穆斯·傑姆克出战奧爾良羽毛球大師賽，在男单决赛以1比2（21-10、18-21、8-21）不敌赛会4号种子、荷兰名将的马克·卡尔尤，赢得亚军。同年8月，他出战西班牙羽毛球大師賽，在男单决赛以2比1（15-21、21-6、21-14）击败了赛会头号种子、泰国名将的苏庞余·阿韦辛桑农，赢得国际超級300賽男单冠军。同年10月，他出战法國羽毛球公開賽，在男单準决赛以0比2（11-21、16-21）不敌赛会2号种子、中国的石宇奇。
2019年2月，拉斯穆斯·傑姆克代表丹麦参加本国举办的歐洲羽毛球混合團體錦標賽，助球队赢得混团冠军。

## 主要比賽成績
只列出曾進入準決賽的國際賽事成績：
| 年份   | 賽事                       | 公開賽級別 | 項目     | 成績   |
| ------ | -------------------------- | ---------- | -------- | ------ |
| 2015年 | 歐洲青年羽毛球錦標賽       | 其他       | 混合團體 | 銅牌   |
| 2016年 | 意大利羽毛球國際賽         | 國際挑戰賽 | 男子單打 | 準決賽 |
| 2017年 | 瑞典羽毛球國際賽           | 國際系列賽 | 男子單打 | 準決賽 |
| 2017年 | 芬蘭羽毛球公開賽           | 國際挑戰賽 | 男子單打 | 冠軍   |
| 2017年 | 捷克羽毛球公開賽           | 國際挑戰賽 | 男子單打 | 準決賽 |
| 2017年 | 碧特博格羽毛球黃金大獎賽   | 黃金大獎賽 | 男子單打 | 冠軍   |
| 2017年 | 蘇格蘭羽毛球大獎賽         | 大獎賽     | 男子單打 | 準決賽 |
| 2018年 | 歐洲羽毛球男女子團體錦標賽 | 其他       | 男子團體 | 冠軍   |
| 2018年 | 奧爾良羽毛球大師賽         | 超級100賽  | 男子單打 | 亞軍   |
| 2018年 | 西班牙羽毛球大師賽         | 超級300賽  | 男子單打 | 冠軍   |
| 2018年 | 法國羽毛球公開賽           | 超級750賽  | 男子單打 | 準決賽 |
| 2019年 | 歐洲羽毛球混合團體錦標賽   | 其他       | 混合團體 | 冠軍   |
| 2019年 | 阿塞拜疆羽毛球國際賽       | 國際挑戰賽 | 男子單打 | 冠軍   |
| 2019年 | 中國福州羽毛球公開賽       | 超級750賽  | 男子單打 | 準決賽 |
| 2020年 | 丹麥羽毛球公開賽           | 超級750賽  | 男子單打 | 亞軍   |
| 2021年 | 歐洲羽毛球混合團體錦標賽   | 其他       | 混合團體 | 冠軍   |
| 2021年 | 湯姆斯盃                   | 其他       | 男子團體 | 季軍   |
| 2021年 | 印尼羽毛球公開賽           | 超級1000賽 | 男子單打 | 準決賽 |
| 2022年 | 湯姆斯盃                   | 其他       | 男子團體 | 季軍   |
| 2022年 | 法國羽毛球公開賽           | 超級750賽  | 男子單打 | 亞軍   |
| 2024年 | 歐洲羽毛球男女子團體錦標賽 | 其他       | 男子團體 | 冠軍   |
| 2024年 | 德國羽毛球公開賽           | 超級300賽  | 男子單打 | 亞軍   |
| 2024年 | 瑞士羽毛球公開賽           | 超級300賽  | 男子單打 | 準決賽 |
| 2024年 | 海洛羽毛球公開賽           | 超級300賽  | 男子單打 | 準決賽 |
| 2025年 | 歐洲羽毛球混合團體錦標賽   | 其他       | 混合團体 | 冠軍   |

| 2007-2017年 | 首要超級賽 | 超級賽 | 黃金大獎賽 | 大獎賽 | 國際挑戰賽 | 國際系列賽 | 未來系列賽 | 其他 |

| 2018-2026年 | 總決賽 | 超級1000賽 | 超級750賽 | 超級500賽 | 超級300賽 | 超級100賽 | 國際挑戰賽 | 國際系列賽 | 未來系列賽 | 其他 |

### 奧運會和世錦賽參賽紀錄
|          | 2018 | 2021 | 2022 | 2023 |
| -------- | ---- | ---- | ---- | ---- |
| 男子單打 | 32強 | 16強 | 32強 | 32強 |